# Palm Springs (Florida)
Palm Springs ist eine Gemeinde im Palm Beach County im US-Bundesstaat Florida. Das U.S. Census Bureau hat bei der Volkszählung 2020 eine Einwohnerzahl von 26.890 ermittelt.

## Geographie
Die Gemeinde befindet sich etwa 10 km südlich des Zentrums von West Palm Beach. Das Gemeindegebiet wird von den Florida State Roads 802, 807, 809 und 882 durchkreuzt. Außerdem führt in unmittelbarer Nähe östlich die Interstate 95 an Palm Springs vorbei.

## Demographische Daten
Laut der Volkszählung 2010 verteilten sich die damaligen 18.928 Einwohner auf 8823 Haushalte. Die Bevölkerungsdichte lag bei 4506,7 Einw./km². 72,7 % der Bevölkerung bezeichneten sich als Weiße, 12,1 % als Afroamerikaner, 0,5 % als Indianer und 1,7 % als Asian Americans. 9,1 % gaben die Angehörigkeit zu einer anderen Ethnie und 3,9 % zu mehreren Ethnien an. 50,6 % der Bevölkerung bestand aus Hispanics oder Latinos.
Im Jahr 2010 lebten in 35,5 % aller Haushalte Kinder unter 18 Jahren sowie 25,8 % aller Haushalte Personen mit mindestens 65 Jahren. 64,4 % der Haushalte waren Familienhaushalte (bestehend aus verheirateten Paaren mit oder ohne Nachkommen bzw. einem Elternteil mit Nachkomme). Die durchschnittliche Größe eines Haushalts lag bei 2,58 Personen und die durchschnittliche Familiengröße bei 3,13 Personen.
26,5 % der Bevölkerung waren jünger als 20 Jahre, 29,1 % waren 20 bis 39 Jahre alt, 27,0 % waren 40 bis 59 Jahre alt und 17,4 % waren mindestens 60 Jahre alt. Das mittlere Alter betrug 36 Jahre. 48,2 % der Bevölkerung waren männlich und 51,8 % weiblich.
Das durchschnittliche Jahreseinkommen lag bei 38.637 $, dabei lebten 20,9 % der Bevölkerung unter der Armutsgrenze.
Im Jahr 2000 war Englisch die Muttersprache von 69,85 % der Bevölkerung, spanisch sprachen 24,07 % und 6,08 % hatten eine andere Muttersprache.

## Kriminalität
Die Kriminalitätsrate lag im Jahr 2010 mit 500 Punkten (US-Durchschnitt: 266 Punkte) im hohen Bereich. Es gab zwei Morde, sechs Vergewaltigungen, 40 Raubüberfälle, 74 Körperverletzungen, 231 Einbrüche, 582 Diebstähle, 61 Autodiebstähle und eine Brandstiftung.